# Кудряшов Антон Олександрович
Антон Олександрович Кудряшо́в (нар. 15 грудня 1977, Боярка) — український художник; член Національної спілки художників України з 2008 року. Чоловік живописця Олени Остапчук, онук художників Євгена та Клавдії Кудряшових.

## Біографія
Народився 15 грудня 1977 року в місті Боярці Київської області (нині Україна). Протягом 1995—1997 років працював у Києві художником-декоратором Національного театру російської драми імені Лесі Українки. 2003 року закінчив Національну академію образотворчого мистецтва і архітектури, де навчався, зокрема, у Миколи Компанеця. Нині на творчій роботі.

## Творчість
Працює у галузях станкової графіки і станкового живопису. У реалістичні манері створює композиції на історичну та релігійну тематику, портрети, натюрморти, пейзажі, плакати. Серед робіт:
- живопис — «Натюрморт із Венерою» (1997), «Дівчина серед мальв» (2006), «На околиці» (2007), «Великодня молитва» (2008); серія «Герої билин» (1999);
- графіка — «Монах» (1998); серії — «Православні свята» (2003), «ХХ століття» (2008—2010, співавтор Євген Кудряшов).

Бере участь у всеукраїнських мистецьких виставках з 1997 року. Персональні виставки відбулися у Києві у 2002, 2011 роках. 